# ویسکوالاستیسیته (مکانیک)
ویسکوالاستیسیته (به انگلیسی: Viscoelasticity) یا گران‌روی کشسانی یا گِرانرُوکشسانی خاصیتی در مواد است که سبب بروز رفتاری میان دو خاصیت کلی گران‌روی و کشسانی می‌شود.
این خاصیت به هنگام تحمیل نیروی خارجی و اعمال تغییر شکل بر آن پدیدار می‌شود. مواد گران‌رو (ویسکوز)، مانند عسل، در برابر تنش اعمال شده، پاسخ‌هایی به صورت جریان برشی و کرنش (تغییر شکل طولی) با تغییرات خطی نسبت به زمان از خود واکنش نشان می‌دهند. مواد کشسان، مانند آهن نیز به هنگام رویاروی با تنش، به آرامی کشیده می‌شوند و در صورتی که میزان تنش از آستانه کشسانی آن‌ها فرارتر نرفته باشد، به محض برداشته شدن تنش، به وضعیت اولیه خود بازمی‌گردند. مواد گران‌روکشسان به مانند نام خود، خواصی از این دو دسته کلی مواد دارند. از جمله داشتن خاصیت مقاومت وابسته به زمان در برابر کرنش. کشسان بودن به‌طور معمول ناشی از وجود پیوندهای گسترده مولکولی در سرتاسر صفحات بلوری جامدات و وجود ساختار منظم و سازمان‌یافته آن‌هاست، ولی در سوی مقابل لزجت ناشی از نفوذ مولکول‌ها و اتم‌ها به درون ساختار نامنظم سیالات است.

## تاریخچه
در قرن نوزدهم، فیزیک‌دانانی همچون ماکسول، بولتزمن و کلوین پژوهش‌هایی پیرامون خزش مواد (تغییر شکل کند ولی پیوسته مواد تحت تنش ثابت) و بازیابی شیشه‌ها، فلزات و لاستیک‌ها می‌کردند. در اواخر قرن بیستم خاصیت گران‌روکشسان بودن مواد با ظهور مواد سنتز شده پلیمری و کاربرد گسترده آن‌ها در ابعاد مختلف زندگانی بشر با حساسیت بیش‌تری مورد بررسی قرار گرفت. یکی از متغیرهای کمی مهم در محاسبات مربوط به گران‌روکشسانی، η است. معکوس η متغیر معروفی به نام سیالیت است که با نماد φ نشان داده می‌شود. این دو خاصیت به‌طور عمده وابستگی شدیدی نسبت به دما دارند.

نمودار تنش−کرنش جامدات کشسان. محل تلاقی دو ناحیه کشسان و موم‌سان، نمایان‌گر تنش نهایی ماده است.

در علم مقامت مصالح، یکی از منحنی‌های اساسی و اولیه در دسته‌بندی مواد و شناخت رفتار آن‌ها، منحنی تنش برشی بر حسب کرنش است. برای دسته بزرگی از جامدات، این منحنی روند تقریباً یکسانی دارد و با اعمال تنش برشی، کرنشی متناسب با آن به شکل خطی تا قبل از نقطه تسلیم در ماده ایجاد می‌شود و در صورتی که تنش اعمال شونده از نقطه تسلیم ماده فراتر نرود، با برداشتن آن، ماده به حالت اولیه خود برمی‌گردد؛ ولی اگر تنش از مقداری نهایی و بیشینه که به تنش تسلیم مشهور است، فراتر رود، جامد دچار تغییر شکل دائم شده و با برداشتن تنش، دیگر ماده به حالت اولیه خود بازنمی‌گردد.

نمودار تنش برشی بر حسب نرخ برش برای سیالات

نمودار تنش برشی بر حسب کرنش برای سیالات نیز نقش اساسی ایفا می‌کند و در کنار یکی دیگر از نمودارهای پرکاربرد یعنی نمودار تنش برشی بر حسب نرخ برش، از مهم‌ترین روش‌ها برای دسته‌بندی سیالات به‌شمار می‌روند. در ساده‌ترین حالت و برای تعدادی از سیالات مشهور و پر استفاده مانند آب و هوا، تغییرات منحنی تنش برشی بر حسب نرخ برش، به صورت خطی است. به این دسته از سیالات، سیالات نیوتنی گفته می‌شود. برای سایر سیالات پیچیده‌تر، تغییرات نرخ کرنش نسبت به تنش برشی اعمال شده غیرخطی یا به صورت کشسان است. به‌طور تاریخی، به این دسته از سیالات که رفتاری متفاوت با سیالات نیوتنی دارند، سیالات غیرنیوتنی می‌گویند. به‌طور دقیق‌تر، با توجه به تقعر منحنی تنش برشی بر حسب نرخ برش، سیالات غیرنیوتنی، خود به دسته‌های متعدد دیگری تقسیم می‌شوند. یکی از جالب‌ترین دسته‌های سیالات غیرنیوتنی، تیکسوتروپیک‌ها هستند؛ در این سیالات با وجود ثابت ماندن تنش برشی نسبت به نرخ کرنش، با گذشت زمان گران‌روی کاهش می‌یابد؛ یعنی استمرار وجود یک تنش برشی ثابت بر سیال، به مرور زمان باعث کاهش یافتن گران‌روی آن می‌شود. همچنین وقتی تنش برشی تغییر می‌کند، تیکسوتروپیک‌ها از قلمرو سیال بودن خارج می‌شوند و رفتارهای کشسان از خود نشان می‌دهند. بسیاری از مواد گران‌روکشسان رفتاری شبیه به لاستیک‌ها و از جمله مواد کائوچویی دارند و توضیح رفتار آن‌ها توسط نظریه ترمودینامیکی کشسانی پلیمرها صورت می‌گیرد. در واقعیت تمام مواد به شکل‌های گوناگون از قانون هوک انحراف دارند؛ برای مثال بسیاری از مواد در عین این که رفتار لزج گونه از خود نشان می‌دهند، خواص کشسان نیز دارند. مواد گران‌روکشسان از جمله موادی هستند که در آن‌ها رابطه میان تنش برشی و کرنش، وابستگی شدیدی نسبت به زمان دارد. کشسان نبودن ماده‌ای که جامد تلقی می‌شود، نشانه‌ای از گران‌روکشسان بودن آن است؛ به معنا که به هنگام وارد شدن تنش، وضعیت تعادلی خاصی پیدا می‌کنند و با برداشته شدن آن در نهایت به‌طور کامل شکل اولیه خود را بازمی‌یابند.
برخی از پدیده‌های مهم در مواد ویسکوالاستیک عبارت‌اند از:
- در صورتی که تنش اعمال شونده ثابت بماند، کرنش به تدریج با گذشت زمان افزایش می‌یابد. (خزش)
- در صورتی که کرنش ثابت بماند، تنش با گذشت زمان کاهش می‌یابد. (ریلکسیشن)
- سفتی مؤثر، وابسته به سرعت اعمال بار است.
- در صورتی که بارگذاری تناوبی به ماده اعمال شود، هیسترزیس رخ می‌دهد و باعث اتلاف انرژی مکانیکی می‌شود.
- امواج آکوستیک دچار میرایی می‌شوند.
- میزان پاسخ انعکاسی نسبت به ضربه وارد شده کم‌تر از ۱۰۰ درصد آن است.
- در طی عملیات نورد، مواد از خود مقاومت سایشی نشان می‌دهند.

(a) روند تغییر کرنش و (b) روند تغییر تنش برای یک ماده گران‌روکشسان با گذشت زمان

به‌طور کلی تمامی مواد دارای مقداری از پاسخ‌های گران‌روکشسان هستند؛ به‌طور معمول فلزاتی مانند فولاد یا آلومینیوم و همچنین کوارتزها، در دمای اتاق و در کرنش‌های پایین، انحراف چندانی از کشسانی خطی ندارند. پلیمرهای سنتز شده، چوب و بافت‌های بدن نیز به مانند فلزات در دماهای بالا، از خود رفتارهای گران‌روکشسان قابل توجهی نشان می‌دهند. در برخی شرایط، ظهور یک رفتار گران‌روکشسان کوچک نیز می‌تواند قابل تأمل باشد. برای همین، در طراحی وسایل و تجهیزات حساس، توجه به چنین رفتارهای مواد جایگاه خاصی دارد. به‌طور کلی، تسلط و احاطه کامل بر رفتارهای گران‌روکشسان مواد نیازمند اندازه‌گیری‌ها و آزمایش‌های زیادی است.
از جمله مواد گران‌روکشسان مشهور می‌توان به پلیمرهای آمورف، پلیمرهای نیمه‌بلوری، بیوپلیمرها، فلزات در دماهای بسیار بالا و مواد قیری اشاره کرد. ترک خوردگی در بافت‌ها و استخوان‌های بدن هنگامی شکل می‌گیرد که کرنش و کشیدگی ناگهانی و بیش از حد کشسان بافت‌ها، به آن‌ها اعمال می‌شود. لیگامنت‌ها و تاندون‌ها موادی گران‌روکشسان هستند؛ در نتیجه شدت جراحت وارد شده بستگی به دو عامل سرعت اعمال کرنش بافت‌ها و نیروی اعمال شده دارد.
یک ماده گران‌روکشسان دارای خصوصیات زیر است:
- در منحنی تنش-کرنش آن هیسترزیس وجود دارد. (با اعمال بارها، به مرور کیفیت مقاومت ماده افت پیدا می‌کند)
- تنش ریلکسیشن در آن‌ها رخ می‌دهد؛ یعنی با اعمال مستمر کرنش و کشیدگی با مقداری ثابت، تنش کاهش می‌یابد.
- در آن‌ها خزش رخ می‌دهد؛ به این معنی که با اعمال مستمر تنش با مقداری ثابت، کرنش افزایش می‌یابد.

## رفتار کشسان در قیاس با رفتار گران‌روکشسانی
بر خلاف مواد کاملاً کشسان، یک ماده گران‌روکشسان دارای مؤلفه‌های گران‌روی و کشسانی است. لزجت یک ماده گران‌روکشسان باعث می‌شود ماده نرخ کرنشی وابسته به زمان داشته باشد. مواد کاملاً کشسان به هنگام بارگذاری و برداشته شدن آن، انرژی تلف نمی‌کنند. در نمودار تنش بر حسب کرنش مواد کاملاً کشسان و مواد گران‌روکشسان که در شکل نشان داده شده‌است، تفاوت بارگذاری‌ها را مشاهد می‌کنید؛ در واقع تلفات هیسترزیک یکی از ویژگی‌های خاصیت گران‌روکشسانی مواد است و به صورت ناحیه قرمز رنگ در شکل مشخص شده‌است. از آن‌جا که لزجت عامل مقابله‌کننده برای تغییر شکل کشسان سیال بر اثر گرما است، مواد گران‌رو (وُشکسان) در طی بارگذاری تناوبی انرژی از دست می‌دهند. تغییر شکل کشسان خود را به صورت انرژی اتلافی نشان می‌دهد. ویژگی که در مواد کاملاً کشسان اثری از آن در حین بارگذاری تناوبی دیده نمی‌شود.
به‌طور مشخص، گران‌روکشسانی خاصیتی است که در بعد مولکولی و با بازآرایش مولکول‌ها همراه است. هنگامی که تنشی به ماده‌ای ویسکوالاستیک مانند پلیمر اعمال می‌شود، موقعیت تعدادی از زنجیره‌های بلند پلیمری تغییر می‌کند. این تحرکات یا بازآرایش‌ها، خزش نامیده می‌شود. پلیمرها شکل جامد و صلب خود را حتی هنگامی که برخی از زنجیره‌هایشان تغییر آرایش می‌دهند، حفظ می‌کنند؛ در واقع این تغییر آرایش زنجیره‌ها و در عین حال حفظ کردن شکل و ساختار جامد خود، پاسخی است به تنش اعمال شده. وقتی که این وضعیت در مواد پلیمری پدید می‌آید، در ماده یک تنش بازگشتی نیز شکل می‌گیرد. هنگامی که تنش بازگشتی دارای اندازه‌ای برابر با تنش اعمال شده باشد، ماده دچار خزش نمی‌شود. به محض برداشته شدن تنش اعمال شده اصلی، تنش‌های برگشتی تولید شده پلیمر را وادار می‌کنند تا ساختارهای زنجیره‌ای پیشین خود را بازیابد و به این ترتیب پلیمر شکل اولیه خود را به دست می‌آورد. خزش‌های ماده گران‌روکشسان در پیشوند ویسکو- و بازگشت کامل آن به حالت اولیه در قالب پسوند –الاستیک در نام این مواد ذکر شده‌است.
مدل‌های تنش زدایی و خزش:
در تجزیه و تحلیل ریاضی پدیده‌های خزش و تنش زدایی غالباً از اجزاء فنر و سمبه-ماتریس(Dashpot) برای مدلسازی رفتار ویسکوالاستیک ماده پلیمری استفاده می‌شود. بدیهی است که توسعه این امر به دلیل پیچیدگی رفتار گران‌روکشسان پلیمرها تنها با ترکیب فنر و سمبه-ماتریس امکان‌پذیر است.

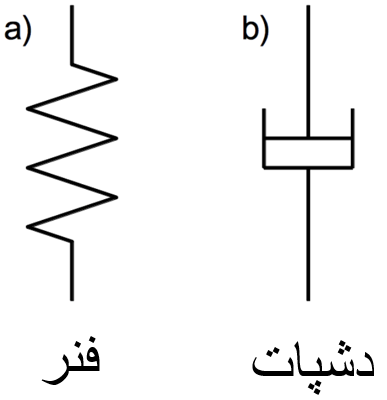
dashpot

در ساده‌ترین آرایش مدل ماکسول- فنر و سمبه- ماتریس به دنبال هم بسته شده و نتیجتاً در اثر بارگذاری تحت تنش یکسان قرار گرفته، اما کرنش متفاوتی تجربه خواهدنمود. در مدل کلوین، مقدار کرنش فنر و سمبه- ماتریس یکسان است؛ زیرا ۲ جزء به موازات یکدیگر تغییر شکل دادهولی تنش متمرکز برآن‌ها متفاوت است. در مدل کلوین، فنر و سمبه-ماتریس هماهنگ با یکدیگر حرکت کرده تل میله‌های بالایی و پایینی موازی باقی بمانند. با توجه به آهسیستگی عکس‌العمل سمبه_ماتریس به تنش، در ابتدا کل بارگذاری را تحمل ولی به تدریج تنش را به فنر منقل می‌کند. هیچ سک از ۲ مدل فوق برای بیان رفتار گران‌روکشسان مناسب نیستند، زیرا قادر به توصیف توأم تنش زداییو خزش نمی‌باشند؛ بنابراین، در عمل ترکیب‌های پیچیده‌تر فنر و سمبه- ماتریسمورد استفاده قرار می‌گسرند. برای مثال

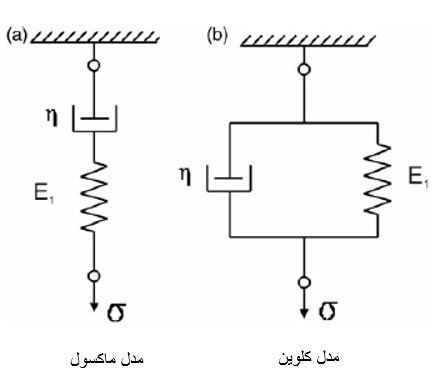
مدل کلوین

مدل ماکسول بر اساس قوانین هوک و نیوتن بیان می‌شود. فنر تابعیت کرنش به زملن برابر است با:{\displaystyle \sigma =E\varepsilon } در این رابطه E مدول یا سختی فنر و {\displaystyle \eta }گران‌روی دشپات است. این مدل در تست افت تنش، کرنش {\displaystyle \varepsilon }را تعریف نموده و تنش {\displaystyle \sigma }را به صورت تابعی از زمان اندازه‌گیری می‌کند. در این مدل تغییرات طول فنر تغییر معادل دشپات جبران می‌شود. به طوری که نوغ تغییرات برابر با صفر است.{\displaystyle {\frac {d\varepsilon }{dt}}={\frac {1}{E}}{\frac {d\sigma }{dt}}+{\frac {\sigma }{\eta }}} از حل این معادله دیف رانسیل با اعمال شرط {\displaystyle t=0\to \sigma ={\sigma _{0}}} پاسخ به صورت مقابل در می‌آید.{\textstyle {\frac {\sigma }{\sigma _{0}}}={e^{\frac {-Et}{\eta }}}={e^{\frac {-t}{\tau }}}}که در این رابطه {\displaystyle \tau ={\frac {\eta }{E}}} که {\displaystyle \tau }زمان آسودگی از تنش (Relaxation Time) نام دارد.
انرژی پتانسیل الاستیک
انرژی پتانسیل الاستیک ذخیره شده در مواد الاستیک با انتگرال‌گیری از قانون هوک قابل محاسبه است:{\displaystyle U_{e}=\int {kx}\,dx={\frac {1}{2}}kx^{2}}.
با توجه به قانون هوک (برای یک سیم کشیده شده)، متغیرهای انتگرال بالا را به صورت زیر بازنویسی می‌کنیم: {\textstyle {\displaystyle U_{e}=\int {\frac {EA\Delta L}{L_{0}}}\,d\Delta L={\frac {EA}{L_{0}}}\int {\Delta L}\,d\Delta L={\frac {EA{\Delta L}^{2}}{2L_{0}}}}}
به این ترتیب، چگالی انرژی پتانسیل الاستیک (انرژی در واحد حجم) به صورت زیر خواهد بود:{\displaystyle {\displaystyle {\frac {U_{e}}{AL_{0}}}={\frac {E{\Delta L}^{2}}{2L_{0}^{2}}}}}با توجه به تعریف کرنش، داریم:{\displaystyle \varepsilon \equiv {\frac {\Delta L}{L_{0}}}}
{\displaystyle u_{e}(\varepsilon )=\int {E\,\varepsilon }\,d\varepsilon ={\frac {1}{2}}E{\varepsilon }^{2}}